# هجوم شمال غرب سوريا (أكتوبر–نوفمبر 2015)
في 7 أكتوبر 2015، وبعد بداية الحملة الجوية الروسية في سوريا بوقت قصير، شنت القوات الحكومية السورية وحلفاؤها هجوما بريا على المواقع المناوئة للحكومة في شمال غرب سوريا، أول الأمر في شمال محافظة حماة. الهدف الرئيسي هو تطويق الحدود الشمالية لحماة مع إدلب و «بناء منطقة عازلة حول مدينة خان شيخون». وقد وصف بأنه أول هجوم سوري روسي كبير منسق منذ بداية الحرب الأهلية السورية. تم تمديد الهجوم في الأيام التالية إلى سهول الغاب، الواقعة بين شمال غرب حماة وجنوب غرب إدلب، وكذلك على حدود محافظة اللاذقية.